# Farnmyrte
Die Farnmyrte (Comptonia peregrina) ist die einzige rezente Pflanzenart der Gattung Comptonia aus der Familie der Gagelstrauchgewächse (Myricaceae). Dieser auch als dekorative, aromatische Zierpflanze geeignete Strauch ist im östlichen Nordamerika verbreitet.

## Beschreibung

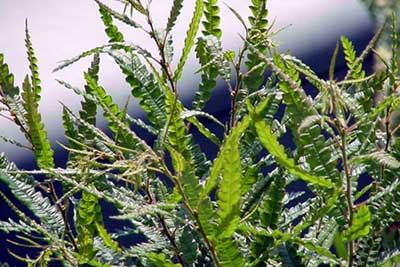
Blätter

### Vegetative Merkmale
Die Farnmyrte wächst als dicht verzweigter, meist sommergrüner Strauch, der Wuchshöhen von 0,5 bis zu 1,5 Metern erreicht. Er bildet Polykormone mit Hilfe von Rhizomen. Die ausgebreiteten bis aufsteigenden, drehrunden Äste besitzen eine flaumig behaarte bis kahle, anfangs mit Drüsenhaaren besetzte Rinde. Die Rinde der Zweige ist rotbraun bis grau mit steifhaariger bis zottiger, manchmal kurzer flaumiger Behaarung.
Die wechselständig angeordneten, beim Zerreiben stark aromatisch duftenden Laubblätter bestehen aus einem 3 bis 6 mm langen Blattstiel und einer 3 bis 15,5 cm langen und 0,3 bis 2,9 cm breiten Blattspreite. Die häutige, lineal-lanzettliche Blattspreite ist mehr oder weniger tief fiederspaltig mit wechsel- bis fast gegenständigen, rundlich-eiförmigen Blattabschnitten, so dass das Blatt an einen Farnwedel erinnert. Der Blattgrund kann gestutzt, keilförmig, verschmälert oder schief sein. Die Blattfläche ist dicht flaumig und drüsig behaart oder auf der Oberseite auch unbehaart. Die dunkelgrüne Farbe der Oberseite ergibt sich durch den Terpengehalt. Die lang zugespitzten, am Grund fast herzförmigen Nebenblätter fallen mehr oder weniger früh ab.

### Generative Merkmale

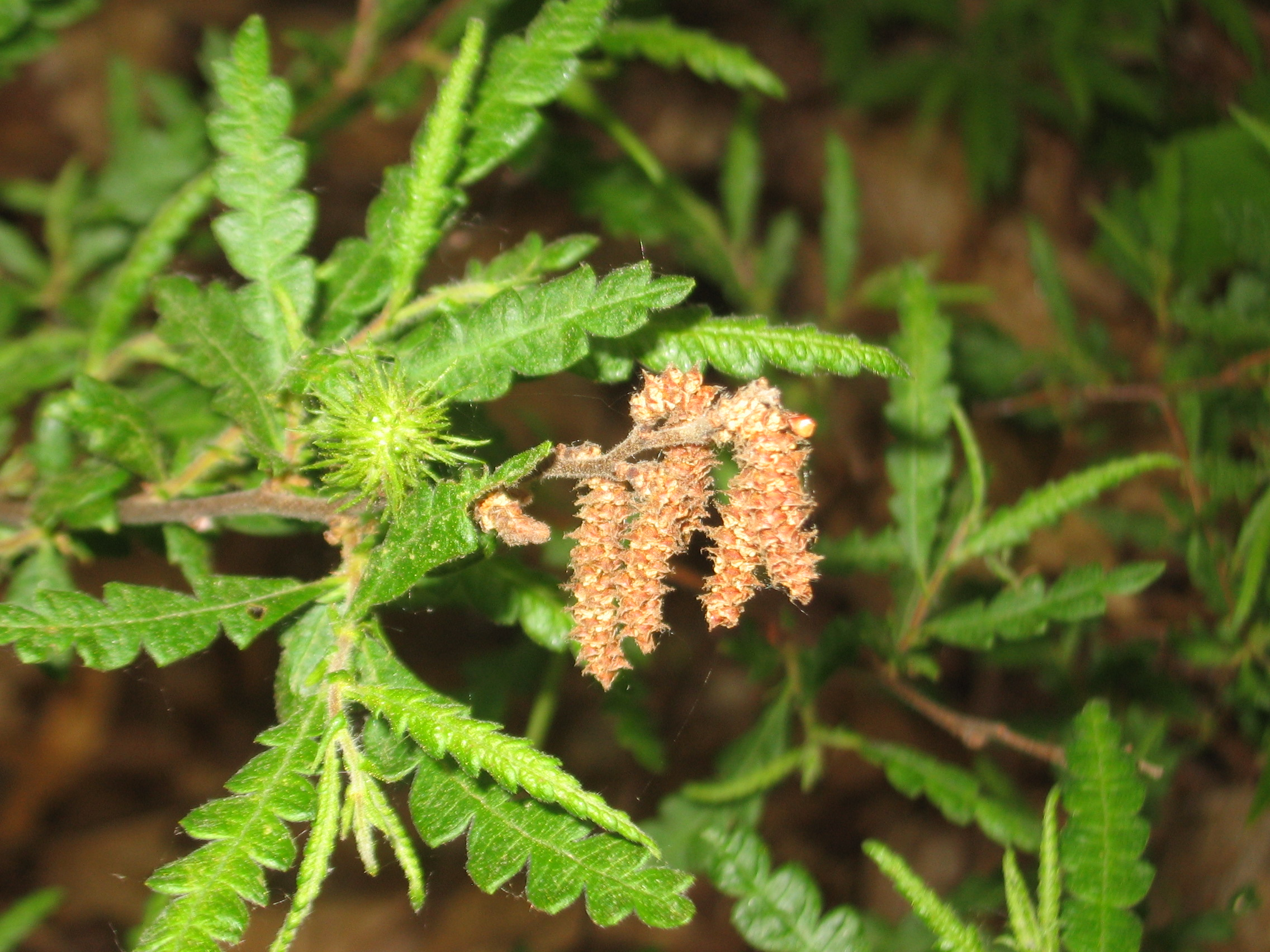
Ein weiblicher, kugeliger und mehrere männliche, längliche Blütenstände

Die Farnmyrte ist meist zweihäusig (diözisch), selten einhäusig (monözisch) getrenntgeschlechtig. Die ei- bis herzförmigen Tragblätter sind kahl oder flaumig behaart, spitz bis lang zugespitzt, auf der Unterseite drüsig punktiert, am Rand bewimpert. Die männlichen Blütenstände stehen zu mehreren an den Enden der Zweige und sind kurze, manchmal zurückgebogene, gelblich-grüne Kätzchen mit bis zu 5 cm Länge. Die weiblichen Blütenstände sind kugelig bis eiförmig mit rötlichen Deckblättern bei einer Größe von 5 mm zur Blütezeit und von bis zu 2 cm zur Fruchtzeit.
Die Blüten sind immer eingeschlechtig. Die männlichen Blüten enthalten drei bis acht freie oder an ihrer Basis verwachsene Staubblätter, die kürzer sind als die sie umgebenden Tragblätter. Die weiblichen Blüten enthalten einen einfächerigen Fruchtknoten mit nur einer Samenanlage und zwei Griffel. Sie sind zur Blütezeit von einem bleibenden Tragblatt und von zwei lineal-pfriemlichen, bis 1,3 cm großen, drüsig punktierten Deckblättern umgeben, die zur Fruchtzeit auswachsen und in vier bis acht die Frucht überragende und verdeckende Tragblätter aufspalten. Die Blütezeit liegt im Frühjahr vor der Laubentfaltung, in Ohio von April bis Mai, in Kanada von Mitte Mai bis Mitte Juni.
Die Früchte sind zu einer runden, klettenartigen Einheit zusammengefasste, 2,5 bis 5,5 mm große, länglich-eiförmige, glatte Nüsschen, die im reifen Zustand im Spätsommer braun werden.
Die Farnmyrte ist tetraploid mit einer Chromosomenzahl von 2n = 32.

## Vorkommen
Die Farnmyrte kommt in den nordöstlichen Vereinigten Staaten und im südöstlichen Kanada vor. In Mitteleuropa war die Gattung Comptonia noch im Pliozän Teil einer artenreichen Flora, starb aber während der Kaltzeiten des Pleistozäns aus.
Comptonia peregrina wächst bevorzugt auf trockenen, sandigen bis kiesigen, kalkarmen, lichtexponierten Standorten in trockenen Kiefernwäldern, an Berghängen, Straßenböschungen, auf Rodungen, Brandstellen, älteren Bergehalden und brachliegendem Weideland sowie in Kiesgruben in Höhenlagen zwischen 0 und 1800 Metern. Die Pionierpflanze ist ein lästiges Unkraut in Blaubeerkulturen.  Es gibt Bestände in den kanadischen Provinzen New Brunswick, Nova Scotia, Ontario, Prince Edward Island, Québec und den US-Bundesstaaten Connecticut, Delaware, Georgia, Illinois, Indiana, Kentucky, Maine, Maryland, Massachusetts, Michigan, Minnesota, New Hampshire, New Jersey, New York, North Carolina, Ohio, Pennsylvania, Rhode Island, South Carolina, Vermont, Virginia, West Virginia und Wisconsin.

## Systematik
Das Basionym dieser Art (Liquidambar peregrina L.) wurde 1753 von Carl von Linné in Species Plantarum erstveröffentlicht. Die Gattung Comptonia stellte Charles Louis L’Héritier de Brutelle 1789 zusammen mit Comptonia aspleniifolia (asplenifolia) (L.) L’Hér. ex Aiton in William Aiton: Hortus Kewensis auf. Der Gattungsname Comptonia ehrt den Oxforder Bischof Henry Compton, der als Hobbygärtner bekannt war. Den gültigen Artnamen Comptonia peregrina veröffentlichte John Merle Coulter 1894. Weitere Synonyme für Comptonia peregrina (L.) J.M.Coult. sind: Comptonia ceterach Mirb., Myrica aspleniifolia L., Myrica comptonia C.DC., Myrica peregrina (L.) Kuntze. Einige Autoren stellten Varietäten Comptonia peregrina var. aspleniifolia (L.) Fernald und Comptonia peregrina var. tomentosa A.Chev. auf, diesen wurde bei weiteren Bearbeitungen aber kein taxonomischer Wert zuerkannt.

## Nutzung
In den gemäßigten Breiten ist die Farnmyrte ein attraktiver und aromatischer Zierstrauch mit einer schönen Herbstfärbung.
Zur Erforschung pflanzlicher Wurzeln hat Comptonia peregrina bereits als Modellpflanze gedient, zumal sie in Symbiose mit Frankia lebt.
Die jungen Früchte werden als kleiner Happen gegessen. Die aromatischen Blätter werden frisch oder getrocknet zum Aufbrühen von Tee verwendet. Die Blätter dienten auch als Würze.
Die Ethnobotanik kennt volksmedizinische Nutzungen der Farnmyrte durch indianische Stämme. Die Ureinwohner in Nordamerika kannten für Comptonia peregrina noch weitere Verwendungsmöglichkeiten. Es wurde bei ritualen Zeremonien zum Räuchern verwendet. Man stellte ein Aufputsch- oder Stärkungsmittel aus Pflanzenteilen her. Auch als Gift fand es Verwendung.

### Weiterführende Literatur
1. ↑  Carl von Linné: Species Plantarum. Band 2, Laurentius Salvius, Stockholm 1753, S. 1024 (Digitalisat).
2. ↑  William Aiton: Hortus Kewensis. Band 3, 1789, S. 334 (Digitalisat).
3. ↑   John Merle Coulter: Comptonia. In: Torrey Botanical Club (Hrsg.): List of Pteridophyta and Spermatophyta growing without Cultivation in Northeastern North America. In: Memoirs of the Torrey Botanical Club. Band 5, Nr. 9, 1894, S. 127 (Digitalisat).
4. ↑  Patricia L. Goforth, John G. Torrey: The Development of Isolated Roots of Comptonia peregrina (Myricaceae) in Culture. In: American Journal of Botany. Band 64, Nr. 4, 1977, S. 476–482, JSTOR:2441778.
5. ↑  H. Ziegler, R. Hüser: Fixation of Atmospheric Nitrogen by Root Nodules of Comptonia peregrina. In: Nature. Band 199, 1963, S. 508, doi:10.1038/199508a0.
6. ↑  Muriel Sylvestre, André Pichette, Serge Lavoie, Angélique Longtin, Jean Legault: Composition and cytotoxic activity of the leaf essential oil of Comptonia peregrina (L.) Coulter. In: Phytotherapy Research. Band 21, Nr. 6, 2007, S. 536–540, doi:10.1002/ptr.2095.